# Katarína Máliková
Katarína Máliková (Polomka, 13 ottobre 1990) è una cantante slovacca.

## Biografia
Proveniente dalla regione montuosa di Horehronie, nella Slovacchia centrale, Katarína Máliková ha pubblicato il suo album di debutto Pustvopol l'11 novembre 2016 concentrandosi sulle sonorità tradizionali della sua terra d'origine. L'album ha raggiunto il trentasettesimo posto nella classifica settimanale degli album più venduti in Slovacchia e ha fruttato alla cantante tre vittorie ai Radio Head Awards del 2017, nelle categorie di Debutto dell'anno, Disco folk dell'anno, e il premio della critica per il migliore disco del 2016. Dopo l'uscita del suo album, Katarína ha intrapreso un tour in tutta la Slovacchia insieme ai musicisti che hanno contribuito al disco.

## Discografia

### Album in studio
- 2016 – Pustvopol
- 2019 – Postalgia

### Singoli
- 2019 – De profundis